# Кеннель

Кеннель.JPG

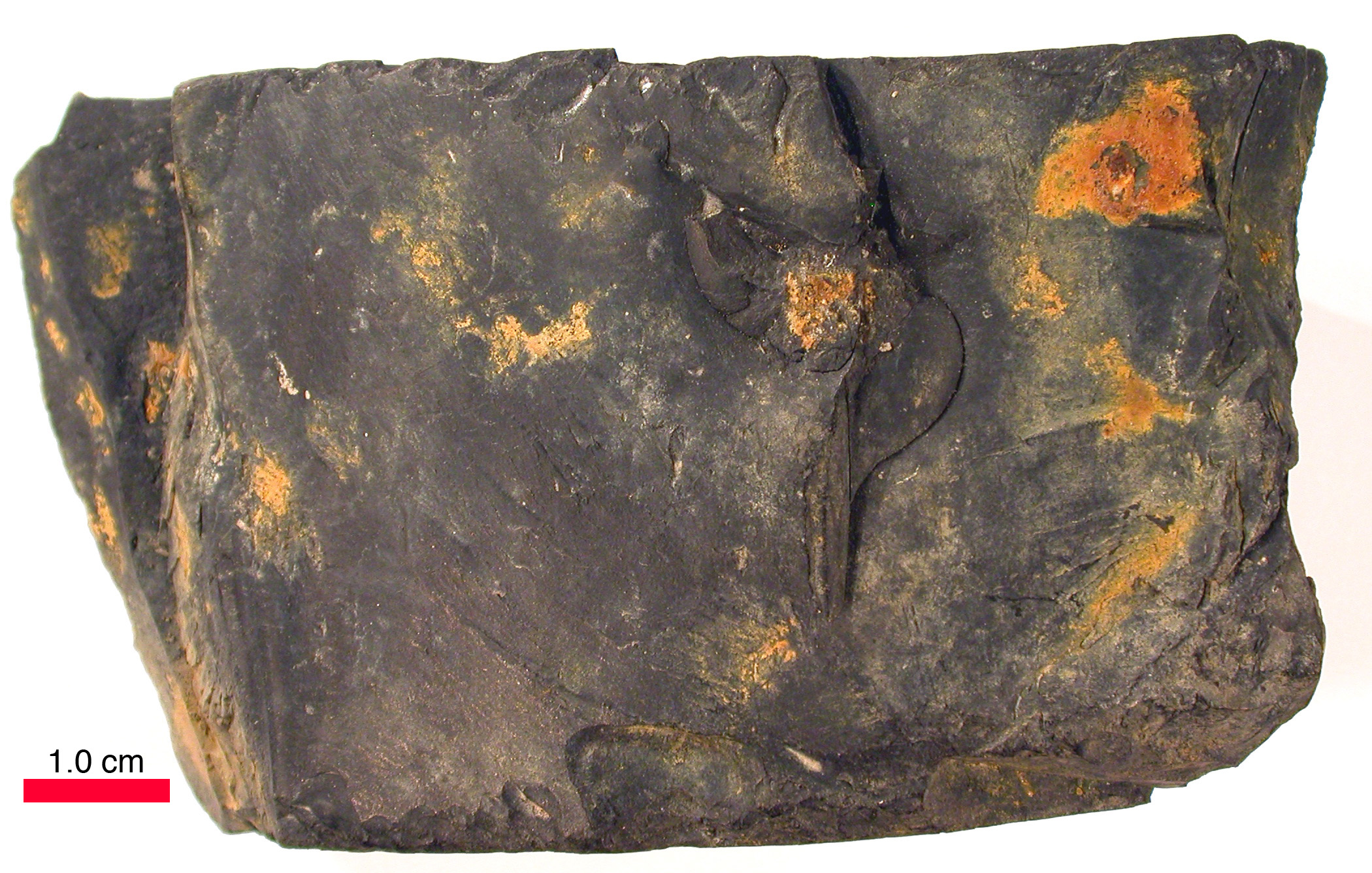
Кеннель. Зовнішній вигляд.

Кеннель (рос. кеннель, англ. cannel coal, нім. Kännelkohle f) — різновид вугілля викопного групи сапропелітів, який складається з геліфікованої сапропелевої маси з великою кількістю (до 25 %) рівномірно і пошарово розташованих мікроспор у підпорядкованій кількості — водорості, фрагменти кутикул і дрібні залишки вищих рослин. Колір чорний, сіруватий або бурий з жирним блиском. В елементному складі підвищений вміст (6-9 %) водню. К. залягає у вигляді прошарків та лінз у пластах гумусового вугілля.
Найхарактерніша особливість всіх кеннелей — майже однаковий розмір складових частинок. Кеннелі зустрічаються у більшості вугільних басейнів світу. У вигляді прошарків від декількох міліметрів до десятків сантиметрів знайдені в гумусовому вугіллі Донбасу.
Кеннель накопичувався в ставках і торфових болотах у кам'яновугільний період в кисень-дефіцітних умовах. Вугільні пласти кеннелю залягають неглибоко і часто вище інших родовищ.

## Інше
- Кенель — жест.